# Zombie 4
Pour les articles homonymes, voir Zombie (homonymie).
Série
Zombi 3
(1988) Zombie 5
(1988)
Pour plus de détails, voir Fiche technique et Distribution.
Zombie 4, parfois commercialisé sous le titre Au-delà de la mort (After Death ou Oltre la morte) est un film d'épouvante italien réalisé par Claudio Fragasso et sorti en 1989.
C'est la suite de Zombi 3 de Lucio Fulci, Bruno Mattei et Claudio Fragasso, sorti l'année précédente.

## Fiche technique
- Titre original : After Death[1] ou Oltre la morte
- Titre français : Zombie 4 ou Au-delà de la mort ou After Death[2]
- Réalisateur : Claudio Fragasso (sous le nom de « Clyde Anderson »)
- Scénario : Rossella Drudi (it)
- Photographie : Luigi Ciccarese (it)
- Montage : Maurizio Baglivo
- Musique : Al Festa (it)
- Effets spéciaux : Franco Di Girolamo, Rodolfo Torrente
- Décors : Mimmo Scavia (it)
- Costumes : Julie De Guzman
- Maquillage : Franco Di Girolamo
- Production : Franco Gaudenzi, Bruno Mattei
- Société de production : Filmes Cinematografica
- Pays de production :  Italie
- Langue de tournage : italien
- Format : Couleur par Eastmancolor - Son mono - 35 mm
- Durée : 93 minutes (1h33)
- Genre : Film de zombies, film d'épouvante
- Dates de sortie :
  - Japon : 21 juin 1989 (directement en vidéo)
  - Allemagne de l'Ouest : 15 décembre 1989 (directement en vidéo)
  - Italie : 27 juillet 1990

## Distribution
- Jeff Stryker (sous le nom de « Chuck Peyton ») : Chuck
- Cristina Caporilli : Jenny
- Massimo Vanni (it) (sous le nom d'« Alex McBride ») : David
- James Gaines (en) : Dan
- Lorenzo Piani : Tommy
- Romano Puppo : Le chef des zombies
- Donatella Antonaros : Louise
- Luciano Pigozzi (sous le nom d'« Alan Collins ») : Le docteur
- Giuseppe Grimaldi : Mad
- Antonio Zambito : Rod